# Ugo Pignotti
Ugo Giuseppe Francesco Pignotti (ur. 19 listopada 1898 we Florencji, zm. 7 stycznia 1989 w Rzymie) – włoski szermierz, trzykrotny medalista olimpijski i pięciokrotny medalista mistrzostw świata.
Na igrzyskach olimpijskich w Amsterdamie w 1928 roku razem z Giulio Gaudinim, Giorgio Pessiną, Gioacchino Guaragną, Oreste Pulitim i Giorgio Chiavaccim zdobył złoty medal we florecie drużynowym. W turnieju indywidualnym był siódmy, w rundzie finałowej wygrywając cztery z jedenastu pojedynków. Na rozgrywanych cztery lata później igrzyskach olimpijskich w Los Angeles zdobył dwa medale. Najpierw wspólnie z Gioacchino Guaragną, Gustavo Marzim, Giulio Gaudinim, Rodolfo Terlizzim i Giorgio Pessiną zdobył srebro we florecie drużynowym. Następnie Gustavo Marzi, Giulio Gaudini, Renato Anselmi, Emilio Salafia, Arturo De Vecchi i Ugo Pignotti wywalczyli srebrny medal w szabli drużynowej.
Podczas mistrzostw świata w Budapeszcie w 1926 roku (oficjalnie imprezy tego cyklu rozgrywane są pod tą nazwą od 1937) wywalczył brązowy medal we florecie indywidualnym, przegrywając tylko z rodakiem Giorgio Chiavaccim i Węgrem László Bertim. Następnie razem z kolegami z reprezentacji zdobył złoty medal drużynowo na mistrzostwach świata w Neapolu (1929). W tej samej konkurencji zwyciężał także na mistrzostwach świata w Liège (1930) i mistrzostwach świata w Wiedniu (1931). Na ostatniej z tych imprez wywalczył także srebrny medal w szabli drużynowej.